# Factoría, fondeadero, caleta
Factoría, fondeadero, caleta är en vik i Antarktis. Den ligger i Sydorkneyöarna. Argentina och Storbritannien gör anspråk på området.